# District de Sedan
Le district de Sedan est une ancienne division territoriale française du département des Ardennes de 1790 à 1795.
Il était composé des cantons de Sedan, Beaumont, Chemery, Donchery, Douzy, Margut, Mouzon et Yvoy.